# 韓国の鉄道路線一覧
韓国の鉄道路線一覧（かんこくのてつどうろせんいちらん）には、大韓民国の鉄道路線が50音順に並んでいる。
なお、この一覧では、記事名に会社名等が冠されているものについては原則として会社名等の部分を外し、線路名称のみで50音順に並べている。ただし、正式の線路名称に会社名等が冠されている場合は、それを含めた名称で並べ、会社名等を外した線名でも重ねて記載した。
また、利用者の検索の便を図るため、正式の線路名称のほか、愛称、通称が設定されているものについても記載した。

## あ行
- 安山線（韓国鉄道公社・首都圏電鉄4号線）

## い行
- 一山線（韓国鉄道公社・首都圏電鉄3号線）
- 仁川都市鉄道1号線（仁川交通公社・首都圏電鉄）
- 仁川都市鉄道2号線（仁川交通公社・首都圏電鉄）: 未開業
- 仁川国際空港鉄道

## う行
- 蔚山港線（韓国鉄道公社）
- 月尾海列車（仁川交通公社）

## お行
- 温山線（韓国鉄道公社）

## か行
- 伽倻線（韓国鉄道公社）
- 韓国高速鉄道（韓国鉄道公社）

## き行
- 郊外線（韓国鉄道公社）
- 京仁線（韓国鉄道公社・首都圏電鉄1号線）
- 京義線（韓国鉄道公社）
- 京元線（韓国鉄道公社・首都圏電鉄1号線・中央線）
- 京江線（韓国鉄道公社・首都圏電鉄）：未開業
- 慶全線（韓国鉄道公社）
- 京春線（韓国鉄道公社）
- 慶北線（韓国鉄道公社）
- 京釜線（韓国鉄道公社・韓国高速鉄道・首都圏電鉄1号線）
- 京釜高速線（韓国鉄道公社・韓国高速鉄道・首都圏電鉄1号線）
- 金浦都市鉄道

## く行
- 果川線（韓国鉄道公社・首都圏電鉄4号線）
- 光州都市鉄道1号線（光州交通公社）
- 光州線（韓国鉄道公社）
- 群山貨物線（韓国鉄道公社）

## し行
- 首都圏広域急行鉄道A路線（GTX A運営株式会社）
- 首都圏電鉄1号線（韓国鉄道公社・ソウル交通公社・首都圏電鉄）
- 首都圏電鉄3号線（韓国鉄道公社・ソウル交通公社・首都圏電鉄）
- 首都圏電鉄4号線（韓国鉄道公社・ソウル交通公社・首都圏電鉄）
- 首都圏電鉄中央線（韓国鉄道公社・首都圏電鉄）
- 中部内陸線 （韓国鉄道公社）
- 新盆唐線（新盆唐線株式会社）
- 新安山線（韓国鉄道公社・首都圏電鉄）：未開業

## す行
- 水仁線（鉄道庁・韓国鉄道公社・首都圏電鉄）：未開業
- 水色直結線（韓国鉄道公社）

## そ行
- ソウル市メトロ9号線（ソウル市メトロ9号線株式会社・首都圏電鉄）
- ソウル交通公社1号線（ソウル交通公社・首都圏電鉄1号線）
- ソウル交通公社2号線（ソウル交通公社・首都圏電鉄）
- ソウル交通公社3号線（ソウル交通公社・首都圏電鉄3号線）
- ソウル交通公社4号線（ソウル交通公社・首都圏電鉄4号線）
- ソウル交通公社5号線（ソウル交通公社・首都圏電鉄）
- ソウル交通公社6号線（ソウル交通公社・首都圏電鉄）
- ソウル交通公社7号線（ソウル交通公社・首都圏電鉄）
- ソウル交通公社8号線（ソウル交通公社・首都圏電鉄）
- ソウル軽電鉄牛耳新設線（南ソウル軽電鉄）
- ソウル軽電鉄新林線 （南ソウル軽電鉄）
- 西海線（韓国鉄道公社）

## ち行
- 昌原都市鉄道：未開業
- 長項線（韓国鉄道公社）
- 中央線（韓国鉄道公社・首都圏電鉄中央線）
- 忠北線（韓国鉄道公社）
- 中部内陸線（韓国鉄道公社）
- 全羅線（韓国鉄道公社）
- 旌善線（韓国鉄道公社）
- 鎮海線（韓国鉄道公社）
- 榛接線（ソウル交通公社・首都圏電鉄）

## て行
- 大慶線（韓国鉄道公社）
- 大邱都市鉄道1号線（大邱都市鉄道公社）
- 大邱都市鉄道2号線（大邱都市鉄道公社）
- 大邱都市鉄道3号線（大邱都市鉄道公社）
- 大邱線（韓国鉄道公社）
- 大田線（韓国鉄道公社）
- 大田都市鉄道1号線（大田交通公社）
- 太白線（韓国鉄道公社）

## と行
- 東海線（韓国鉄道公社）
- 東海北部線（韓国鉄道公社・朝鮮民主主義人民共和国鉄道省）

## な行
- 南部貨物基地線（韓国鉄道公社）

## ふ行
- 釜山都市鉄道1号線（釜山交通公社）
- 釜山都市鉄道2号線（釜山交通公社）
- 釜山都市鉄道3号線（釜山交通公社）
- 釜山都市鉄道4号線（釜山交通公社）
- 釜田線（韓国鉄道公社）
- 盆唐線（韓国鉄道公社・首都圏電鉄）

## ほ行
- 湖南線（韓国鉄道公社・韓国高速鉄道）
- 湖南高速線（韓国鉄道公社・韓国高速鉄道）

## よ行
- 龍仁軽電鉄線（龍仁軽電鉄株式会社)
- 龍山線（韓国鉄道公社）
- 嶺東線（韓国鉄道公社）

## 廃止路線
- 加恩線（韓国鉄道公社）
- 水仁線（鉄道庁）
- 聞慶線（鉄道庁）
- 安城線（鉄道庁）
- 水驪線（鉄道庁）
- 晋三線（鉄道庁）
- ソウル市電
- 釜山市電
- 東海南部線（韓国鉄道公社）：東海線に編入